# 着陸帯
着陸帯（ちゃくりくたい、英 Landing area）とは、離着陸時の安全を確保するために滑走路を中心にその両端及び両横に設けられた空港・飛行場内の地域である。
航空法第二条六項：この法律において「着陸帯」とは、特定の方向に向かって行う航空機の離陸（離水を含む。以下同じ）又は着陸（着水を含む。以下同じ）の用に供するために設けられる飛行場内の矩形部分をいう。
両端は滑走路より60mずつ長く、幅は計器着陸用で300m以上、非計器着陸用で150m以上と定められている。着陸帯は航空法施行規則79条により滑走路長に応じてA級からJ級までの等級が決められている（水上飛行場の場合A級からE級）。この等級に応じて進入面勾配や水平表面の半径の長さ等が決められている。